# IQIYI
iQIYI (chiń. 爱奇艺) – chiński serwis wideo na życzenie, oferujący dostęp do treści poprzez media strumieniowe. Z usługi w ciągu miesiąca korzysta blisko 500 mln użytkowników.
Platforma została uruchomiona w 2010 roku. Jest jedną z usług Baidu.
Serwis iQIYI jest dostępny również w krajach Azji Południowo-Wschodniej.